# Guitinières
Guitinières é uma comuna francesa na região administrativa da Nova Aquitânia, no departamento de Charente-Maritime. Estende-se por uma área de 9,18 km². Em 2010 a comuna tinha 547 habitantes (densidade: 59,6 hab./km²).